# The Finest
The Finest is een nummer van de Amerikaanse band The S.O.S. Band. Het is de eerste single van hun zesde studioalbum Sands of Time.
Alexander O'Neal is op de bridge te horen als achtergrondzanger. "The Finest" werd in een aantal landen een bescheiden hit. Zo bereikte het de 44e positie in de Amerikaanse Billboard Hot 100. In de Nederlandse Top 40 kwam het tot de 28e positie.

## Tracklijst
7-inch single
1. "The Finest" – 4:35
2. "I Don't Want Nobody Else" – 4:19

12-inch single
1. "The Finest" (extended version) – 6:38
2. "The Finest" (instrumentaal) – 6:17
3. "The Finest" (a capella) – 2:05